# جیانگ هواجون
جیانگ هواجون (انگلیسی: Jiang Huajun؛ زادهٔ ۸ اکتبر ۱۹۸۴) یک بازیکن تنیس روی میز اهل جمهوری خلق چین است. 
وی در مسابقات کشوری و بین‌المللی در مجموع برنده ۱ مدال نقره، ۷ مدال برنز شده‌است.